# Larissa Pawlowna Rjassina
Larissa Pawlowna Rjassina (russisch Лариса Павловна Рясина, gebürtig Schaidurowa (russisch Шайдурова); * 29. Mai 1987 in Lyswa) ist eine russische Skilangläuferin.

## Werdegang
Rjassina nimmt seit 2007 vorwiegend am Eastern Europe Cup teil. Dabei holte sie bisher ein Sieg. Ihr bisher bestes Gesamtergebnis dabei erreichte sie in der Saison 2016/17 mit dem siebten Platz in der Gesamtwertung. Ihr erstes Weltcuprennen lief er im Dezember 2007 in Rybinsk, welches sie auf dem 34. Rang im 15-km-Massenstartrennen beendete. Bei der Tour de Ski 2010/11, die sie auf dem 32. Platz beendete, holte sie mit dem 30. Platz bei der Abschlussetappe ihren ersten Weltcuppunkt. Im Februar 2011 erreichte sie in Rybinsk mit dem 12. Platz im Skiathlon ihre bisher beste Einzelplatzierung im Weltcup. Bei der Tour de Ski 2011/12 errang sie den 34. Platz. Im März 2012 wurde sie in Tjumen russische Meisterin im Skiathlon. Die Tour de Ski 2012/13 beendete sie auf dem 47. und die Tour de Ski 2013/14 auf dem 34. Platz. Im März 2017 wurde sie Zweite beim Demino Ski Marathon.

## Siege bei Continental-Cup-Rennen
| Nr. | Datum             | Ort            | Disziplin      | Serie              |
| --- | ----------------- | -------------- | -------------- | ------------------ |
| 1.  | 24. November 2011 | Werschina Tjoi | 10 km Freistil | Eastern Europe Cup |